# Koningslo
 (février 2016).
Si vous disposez d'ouvrages ou d'articles de référence ou si vous connaissez des sites web de qualité traitant du thème abordé ici, merci de compléter l'article en donnant les références utiles à sa vérifiabilité et en les liant à la section « Notes et références ».

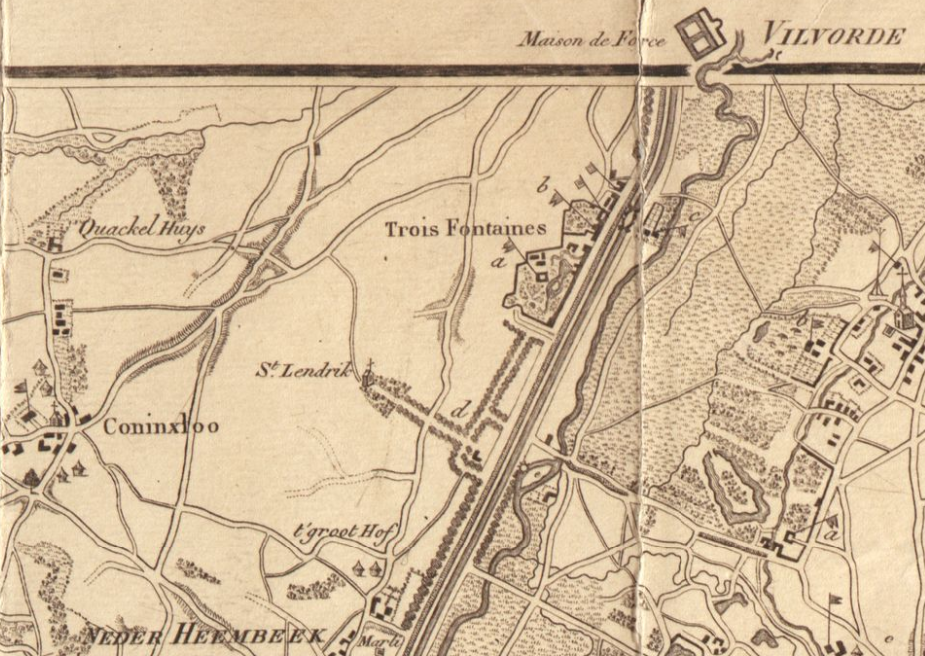
Carte de Bruxelles et de ses environs, vers 1810, coupée autour Koningslo.

Koningslo ou Koningsloo (anciennement : Koninckx-Loo ou Coninxloo) est un hameau de la ville de Vilvorde qui, comme le hameau voisin de Beauval, est à l'intérieur du ring R0 de Bruxelles. Koningslo est relativement urbanisé et francisé. Les autres hameaux limitrophes sont Strombeek-Bever (Grimbergen), Mutsaert (Laeken) et Neder-Over-Heembeek, ces deux derniers faisant partie de la ville de Bruxelles. Ce hameau est assez ancien et se trouvait déjà sur la carte Ferraris.
Le village de Koningslo forme actuellement une seule aire urbaine avec Beauval et Mutsaard mais historiquement il s'agit de trois hameaux différents. Le hameau du Mutsaard est en grande partie sur Laeken mais déborde sur les communes de Vilvorde et Grimbergen, tandis que les deux hameaux de Beauval et Koningslo se trouvent entièrement sur la commune de Vilvorde.
Deux équipes de football sont présentes sur le hameau, le F.C. Koningslo et le S.P. Tange.
L'église de Koningslo est l'église Saint-Louis de Gonzague  (en néerlandais : Sint-Aloysiuskerk).
Un habitant connu de Koningslo fut Jean-Luc Dehaene (ancien Premier ministre et jusqu'en 2007 bourgmestre de Vilvorde).
On en a également parlé quand une barrière a été construite à la frontière linguistique entre la rue Aerdeberg et la rue du Craetveld, séparant Koningslo et Beauval de Neder-Over-Heembeek en 2011 , et 2019. Certains y voient un problème communautaire d'autres un simple problème de mobilité.